# Phaethornis superciliosus
Phaethornis superciliosus là một loài chim trong họ Trochilidae.